# Vivid
Vivid (englisch, lebhaft) war eine deutsche Rockband aus Salzgitter, die sich 1991 gründete und 2002 auflöste. Der Bandname entstand vor deren ersten Auftritt nach dem Titel eines Musikalbums von Living Colour.

## Bandgeschichte
Die Band wurde 1991 gegründet und hatte ihren ersten Auftritt bei einem Stadtfest in Salzgitter. Nachdem sie 1994 eine Mix-CD aufgenommen hatten, gelang es ihnen mit der Hilfe von Jens Krause, der Fury in the Slaughterhouse produziert hatte, ein Demotape aufzunehmen. Nachdem ihr Grunge-Sound mit elektronischen Hilfsmitteln versehen worden war, erhielt die Band einen Vertrag mit Virgin Records.
Das 1997 auf Malta aufgenommene Album erschien im August desselben Jahres. Es folgte ein Auftritt beim SWF3 New Pop Festival, bevor die Band 1998 bei Rock am Ring auftrat. Beim Echo 1998 gewannen sie den mit 40.000 DM dotierten Hamburger-Nachwuchspreis zur Förderung nationaler Popmusik.
Sundown to Sunrise war das zweite Album. Es erschien im Juli 1999, nachdem im Mai bereits die Single Off We Go veröffentlicht worden war. Vivid hatte ein eigenes Studio in Salzgitter, wo 2001 das letzte Album Auto All aufgenommen wurde. 2002 ist die Auflösung der Band verkündet worden.

## Stil
Matthias Weckmann vom Metal Hammer machte als Hauptkomponenten poppige Rockstrukturen, zeitgemäße Loops und melancholischen Gesang aus. Der Redakteur der MusikWoche, der die Band vorstellte, ordnete sie dem Alternative Pop zu und fühlte sich „an die frühen Simple Minds mit einem Hauch von Bono“ oder an „Killing Joke in ihren besten Jahren“ erinnert.
Die Bandmitglieder waren zunächst Living-Colour-Fans, was sich im Bandnamen niederschlug. Kluske bezeichnete die Musik von Vivid als „handgespielte Rockmusik“ mit Computertönen vereinigt. Kluske weiter: „Wir sind keine Crossover- oder Metal-Band, bei der es live richtig abgeht. Die Fans müssen nicht angestrengt rumhüpfen oder verkrampft böse sein.“

## Trivia
Seit 2011 ist der ehemalige Vivid-Sänger Thomas Hanreich der Sänger der Band Stereolove, die er zusammen mit vier Mitgliedern der Band Reamonn gegründet hatte.
Der ehemalige Vivid-Schlagzeuger Torsten Kluske war im Juni 2013 im Fernsehen zu sehen, als er mit A. Samawatie bei Topfgeldjäger teilnahm und die größte Summe 10.000 Euro gewann. Im Februar 2015 nahm er an einer Küchenschlacht teil und holte sich den Wochensieg. Infolgedessen trat er im März 2015 bei einer erstmals ausgetragenen „Champions-Woche“ erneut auf. Diese gewann er ebenfalls.

## Diskografie

### Alben
- Indivividual (1992)
- Sungodown EP (1994)
- Go! (1997)
- Sundown to Sunrise (1999)
- Auto All (2001)

### Singles
- Still (1997)
- I Hate You (1997)
- We Have (1998)
- Off We Go (1999)
- Kingdom Underground (1999)
- 10.000 (2001)
- Smash (2001)